# Waardenburg
Waardenburg is een dorp in de gemeente West Betuwe in de Nederlandse provincie Gelderland. Het dorp heeft 2.390 inwoners (2023).
Op 1 januari 1978 vond een gemeentelijke herindeling plaats, waarbij Waardenburg samen met de gemeenten Est en Opijnen, Ophemert, Varik en Haaften de nieuwe gemeente Neerijnen gingen vormen.
Het dorp heette vroeger Hiern. De naam Waardenburg komt van het in 1265 gestichte Kasteel Waardenburg. Naast het kasteel staat de zeskantige, rietgedekte Korenmolen Waardenburg, daterend van omstreeks 1780. Er is ook een monumentale poldermolen in Waardenburg.
Het dorp ligt ten noorden van de Waal. De stad Zaltbommel ligt aan de overkant van deze rivier. Waardenburg ligt pal langs de A2, direct ten noorden van de Martinus Nijhoffbrug. De spoorlijn Utrecht - 's-Hertogenbosch loopt dwars door het dorp, maar sinds 1935 is het station Waardenburg niet meer in gebruik. Het werd in 1973 gesloopt. 
Anno 2024 wordt het openbaar vervoer verzorgt door Arriva Personenvervoer Nederland. Buslijn 47 van Geldermalsen naar Gorinchem en buslijn 248 van Tiel naar Zaltbommel rijden door het dorp.
Aan de andere kant van de snelweg, vlak bij het dorp Tuil, ligt het kantorenpark en industriegebied de Slimwei.

## Voorzieningen
In het dorp bevinden zich onder meer een supermarkt, een bakker, een slager en een aantal cafés/restaurants.

## Sport en recreatie
- De plaatselijke voetbalvereniging is VV WNC.
- Tennisvereniging Waardenburg heeft twee kunstgrasbanen met verlichting.
- Waardenburgs Visserskoor
- Dorpshuis De Koeldert

## Onderwijs
Het dorp heeft twee basisscholen: De Waerdenburght (openbaar) en Eben Haezerschool (Reformatorisch).

## Natuur
Aan de dorpen Waardenburg en Neerijnen grenst de uiterwaard ‘De Rijswaard’. Een natuurrijke omgeving met een mooi parkbos, boomgaarden en weilanden die vaak met houtwallen en loofbos zijn omgeven.

## Kerken
Waardenburg heeft een aantal kerken van onder meer de Gereformeerde Gemeente (564 leden), de Gereformeerde Gemeenten in Nederland en de Hersteld Hervormde Kerk.

## Monumenten
Een deel van Waardenburg is samen met Neerijnen een beschermd dorpsgezicht.
Zie ook
- Lijst van rijksmonumenten in Waardenburg
- Lijst van gemeentelijke monumenten in Waardenburg

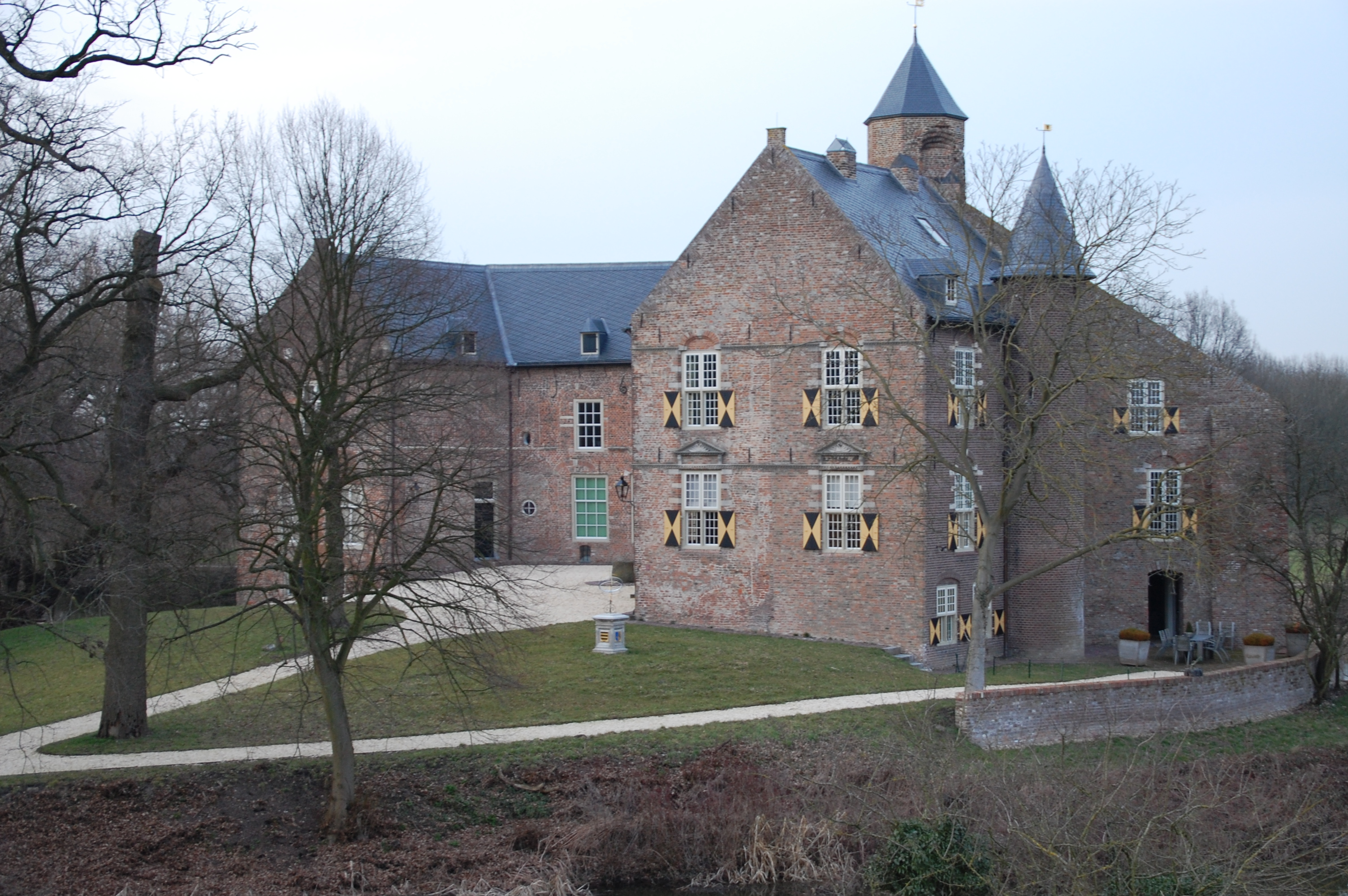
Kasteel Waardenburg, 13e eeuw
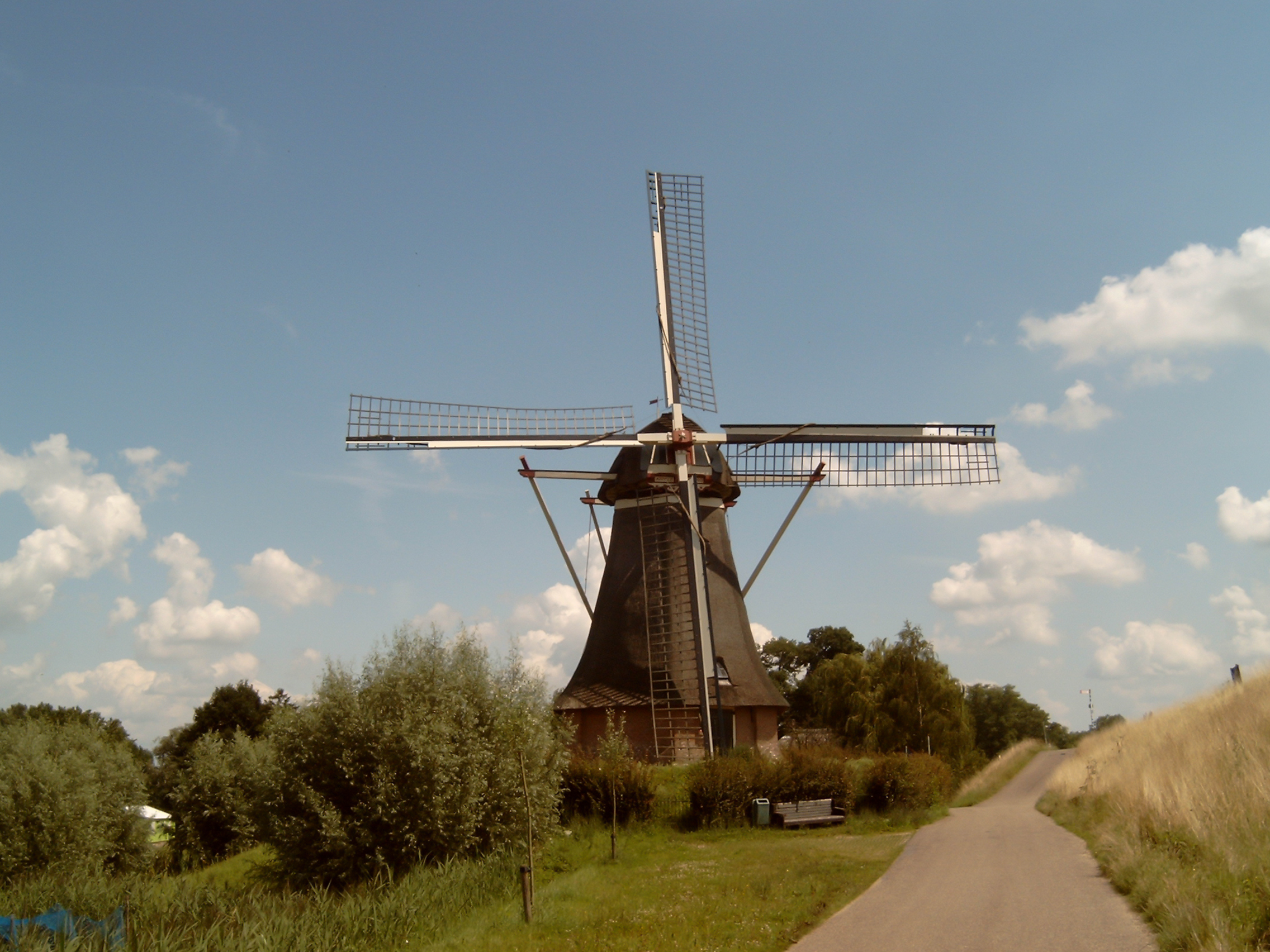
Korenmolen Waardenburg, ±1780
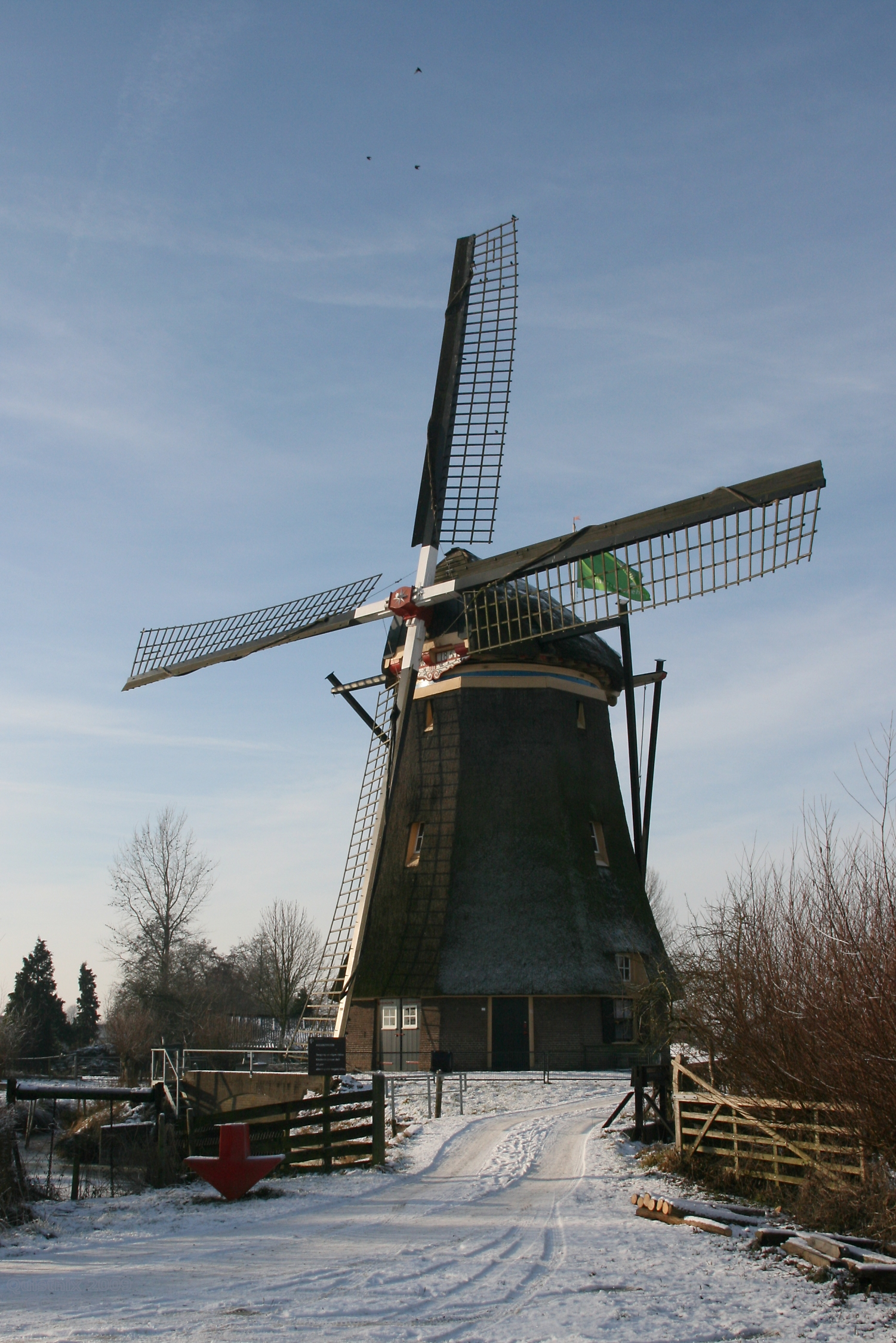
Poldermolen Waardenburg, 1867
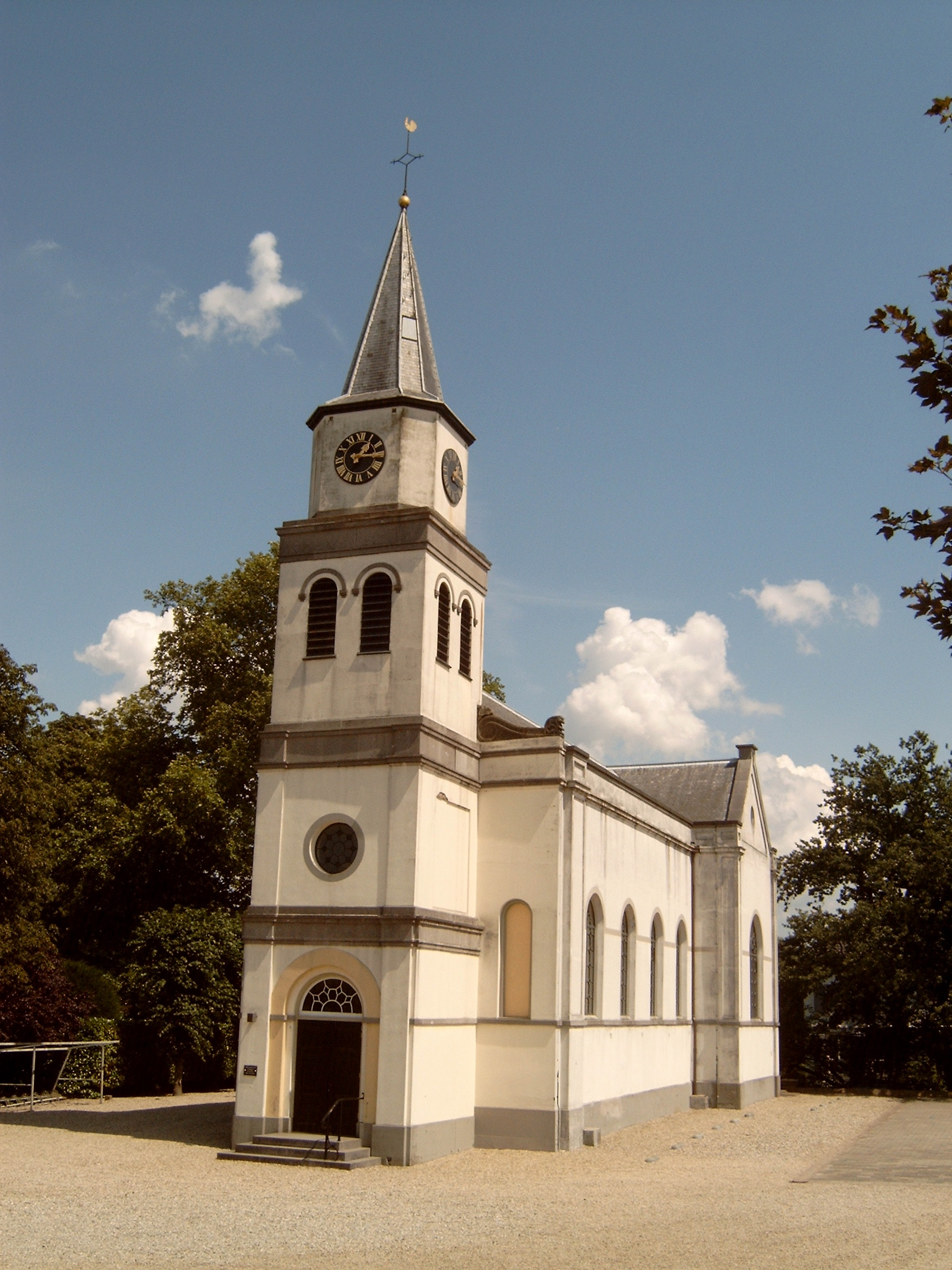
Hervormde kerk, 1862
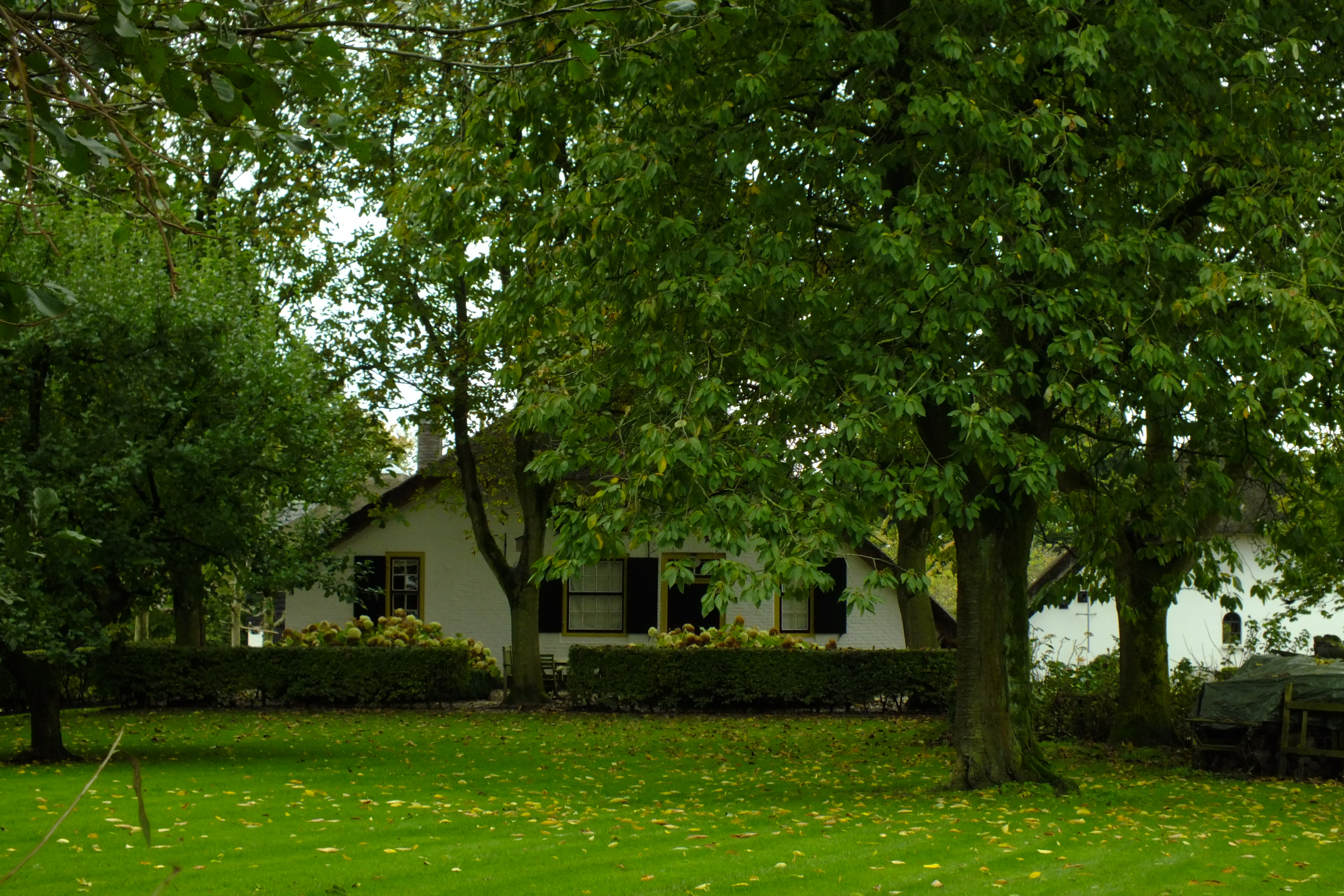
Monumentale boerderij, 18e eeuw
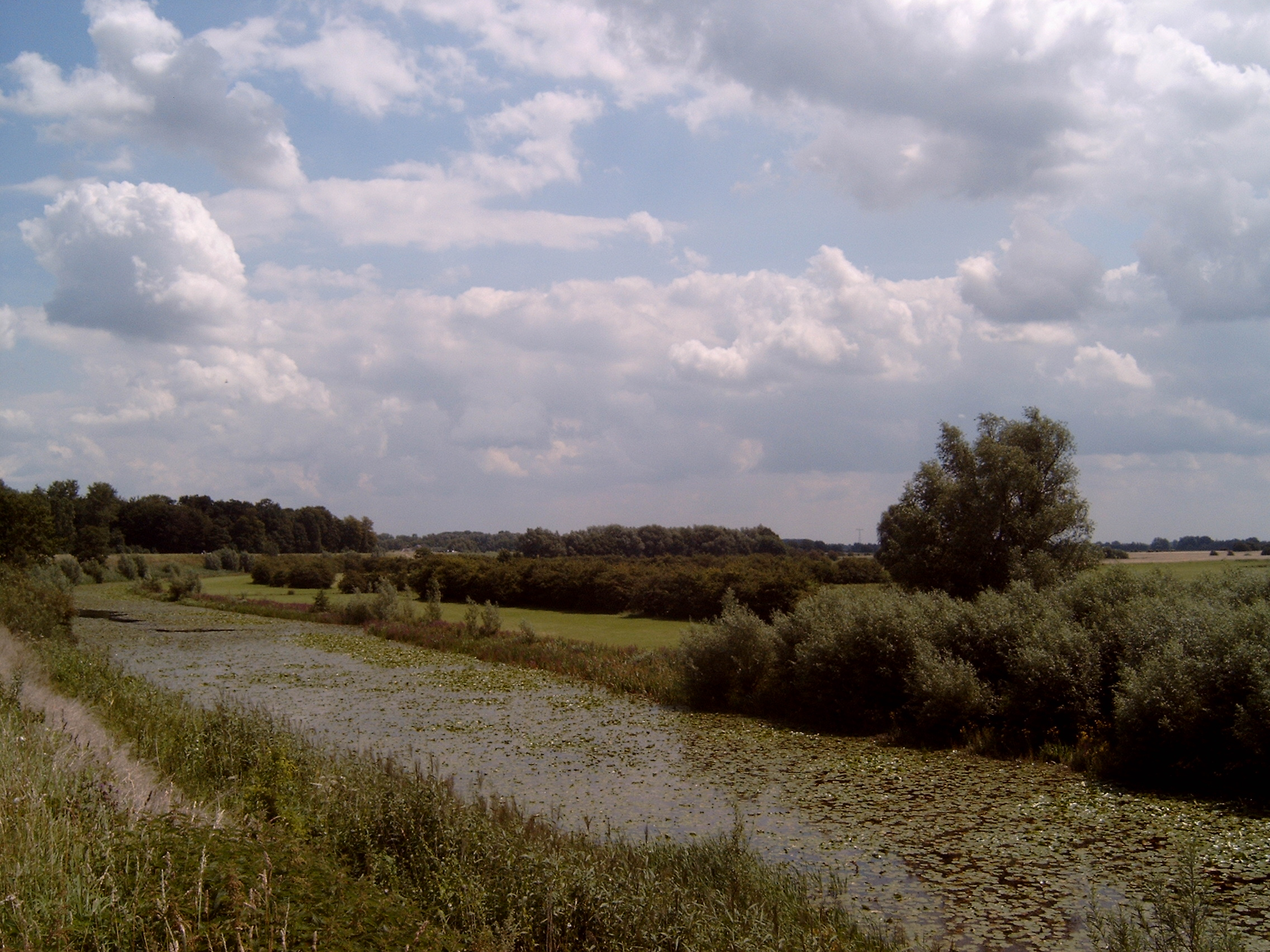
Uiterwaarden van de Waal

## Oud-Burgemeesters
- W.C. baron van Randwijck (1927-1932)
- G.E.H. Tutein Nolthenius (1949-1970)

## Geboren in Waardenburg
- Henk de Vaal (1929-2024), bokser

Hoofdplaats: Geldermalsen

Steden: Asperen · Heukelum

Dorpen: Acquoy · Beesd · Buurmalsen (deels) · Deil · Enspijk · Est · Gellicum · Haaften · Heesselt · Hellouw · Herwijnen · Meteren · Neerijnen · Ophemert · Opijnen · Rhenoy · Rumpt · Spijk · Tricht · Tuil · Varik · Vuren · Waardenburg

Buurtschappen: Benedeneind · Boveneind · Diefdijk · Friezenwijk · Hattelaar · Hucht · Kerkeneind · Leuven · Mark · Pijpekast · 't Rot · Snelleveld · Vogelswerf · Zennewijnen (deels)

Gelderland: Steden en dorpen in Gelderland      Nederland: Provincies · Gemeenten